# Champniers (Charente)
Champniers is een gemeente in het Franse departement Charente (regio Nouvelle-Aquitaine). De gemeente telde 5.237 inwoners op 1 januari 2022. De plaats maakt deel uit van het arrondissement Angoulême.
Champniers is een landelijke gemeente aan de noordrand van de stedelijke agglomeratie van Angoulême. De luchthaven van Angoulême ligt deels in Champniers en deels in Brie.

## Geschiedenis
De plaats werd voor het eerst vermeld in 1229. In de 16e eeuw werd er vooral wijnbouw bedreven al was ook de teelt van saffraan belangrijk. In de 17e eeuw kreeg Champniers een markt en werd er ten zuiden van de kerk een markthal gebouwd. In de loop van de 19e eeuw verdween de saffraanteelt en toen aan het einde van de eeuw de druifluis toesloeg, schakelden de landbouwers over op graan en veeteelt. Industrie was er niet, uitgezonderd een kartonfabriek.
In 1863 werd de bouwvallige kerk van Champniers gerestaureerd en in 1898 werd het kerkplein vergroot door de afbraak van de markthal en verschillende gebouwen.

## Geografie
De oppervlakte van Champniers bedroeg op 1 januari 2022 45,29 vierkante kilometer; de bevolkingsdichtheid was toen 115,6 inwoners per km².
De gemeente telt in totaal zestig dorpen en gehuchten, waarvan de voornaamste Viville, Le Temple en Argence zijn.
De gemeente is heuvelachtig en telt zeven heuveltoppen: Puy de Nelle (142 m), (Puyrobert 135 m), Puy de la Roche (128 m), Puy Sanguin (142 m), Puyripeau (125 m), (Puy Gaty 96 m) en Puyrenaud (60 m). Door de gemeente lopen drie beken: de Argence in het westen, de Viville in het zuiden en de Petit Champniers door het centrum.
De gemeente telt tussen 3.000 en 3.500 ha aan landbouwgrond.
De onderstaande kaart toont de ligging van Champniers met de belangrijkste infrastructuur en aangrenzende gemeenten.

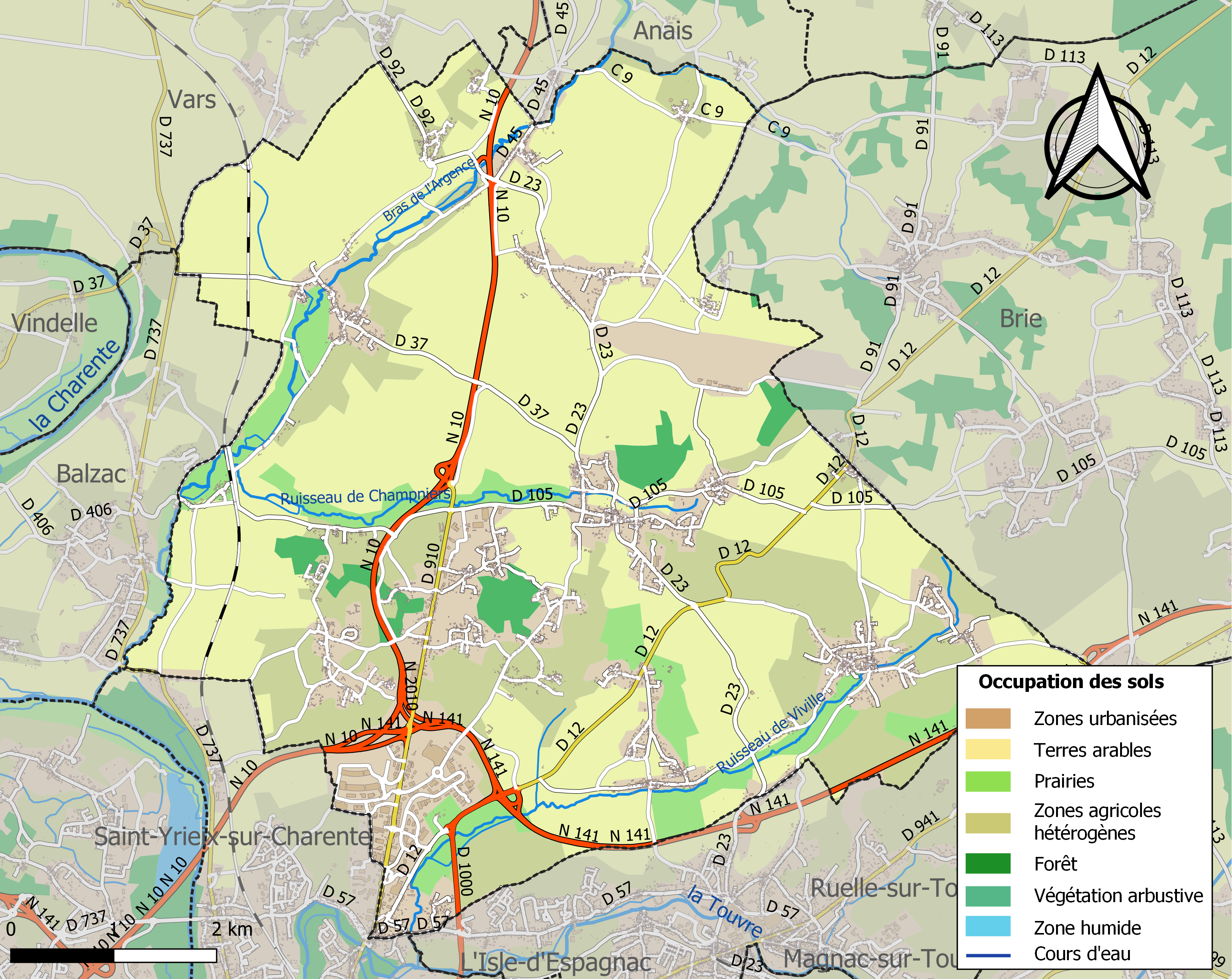

## Demografie
Onderstaande figuur toont het verloop van het inwonertal (bron: INSEE-tellingen).